# Karl Gaul
Karl Gaul (* 1. Februar 1889 in Nauborn; † 17. Januar 1972 in Offenbach am Main) war ein deutscher Pädagoge und Politiker (FDP).

## Leben
Gaul besuchte das Lehrerseminar und trat anschließend in den Schuldienst ein. Er war seit 1910 als Lehrer tätig, wurde 1932 Rektor einer Schule in Wetzlar und wirkte bis 1933 als Vorsitzender des Deutschen Lehrervereins im Regierungsbezirk Koblenz. Nach der Machtübernahme der Nationalsozialisten wurde er 1933 nach Frankfurt am Main versetzt.
Nach dem Zweiten Weltkrieg nahm Gaul seine pädagogische Tätigkeit wieder auf, wurde 1945 zum Schulrat und 1946 schließlich zum Oberschulrat ernannt. Außerdem war er Mitglied des Rundfunkrates des Hessischen Rundfunks.

## Partei
Gaul engagierte sich seit 1911 in der Politik und schloss sich 1919 der DDP an. 1945 beteiligte er sich an der Gründung der Liberal-Demokratischen Partei (LDP), aus der später der hessische Landesverband der FDP hervorging.

## Abgeordneter
Gaul war von 1946 bis 1950 Mitglied des Hessischen Landtags. Er gehörte dem Deutschen Bundestag seit dessen erster Wahl 1949 bis 1957 an und war dort Vorsitzender des Bundestagsausschusses für Kulturpolitik. 1949 wurde er im Wahlkreis Wetzlar mit 29,8 % der Stimmen direkt gewählt, 1953 zog er über die Landesliste der FDP Hessen ins Parlament ein.
1949 war er Mitglied der ersten und 1954 der zweiten Bundesversammlung.